# Busswil bei Melchnau
Busswil bei Melchnau is een gemeente en plaats in het Zwitserse kanton Bern, en maakt deel uit van het district Oberaargau.
Busswil bei Melchnau telt 194 inwoners.